# Reza Pahlavi (1960)
Titres
Prétendant au trône d'Iran
Depuis le 27 juillet 1980
(44 ans, 11 mois et 25 jours)
Prince héritier d'Iran
(de jure)
11 février 1979 – 27 juillet 1980
(1 an, 5 mois et 16 jours)
Prince héritier d'Iran
31 octobre 1960 – 11 février 1979
(18 ans, 3 mois et 11 jours)
Signature

Étendard personnel du prince impérial.

Le prince Reza Pahlavi (en persan : رضا پهلوی) est né le 31 octobre 1960 à Téhéran. Membre de la dynastie Pahlavi, il est le fils aîné de Farah Diba et de Mohammad Reza Shah Pahlavi, dernier chah d’Iran.
Reza Pahlavi est le fondateur et dirigeant du Conseil national iranien, un groupe d’opposition iranienne en exil, créé en 2013. Il est également partisan de l’organisation d’un référendum libre en Iran afin de permettre au peuple de décider de la nature du futur régime. Il a été officiellement proclamé prince héritier d’Iran en 1967 lors du couronnement de son père. Il est, selon la Constitution iranienne de 1906, qui n'est plus en vigueur depuis 1979, l'héritier du trône d'Iran, et pour ses partisans, le roi de jure « Reza II ».
Formé aux États-Unis comme pilote de chasse, Pahlavi milite pour que l’Iran devienne un allié du monde occidental et de l’Union européenne. Il est partisan d'un retour de la monarchie en Iran.

## Biographie

### Famille
Le prince Reza Pahlavi naît à Téhéran en tant que fils aîné de Mohammad Reza Chah Pahlavi et de la chahbanou Farah Diba. Il est le demi-frère de la princesse Shahnaz Pahlavi (née le 27 octobre 1940) et le frère de la princesse Farahnaz Pahlavi (née le 12 mars 1963), du prince Ali-Reza Pahlavi (28 avril 1966 - 4 janvier 2011) et de la princesse Leila Pahlavi (27 mars 1970 - 10 juin 2001).

### Études
Le prince Reza étudie à l'école Reza Pahlavi, un établissement privé situé dans le palais royal et réservé à la famille royale et aux enfants des membres de la cour.
Il reçoit une formation de pilote, effectue son premier vol en solo à l'âge de 11 ans et obtient sa licence un an plus tard. En tant que cadet de l'Armée de l'air iranienne impériale, il est envoyé aux États-Unis en août 1978 pour poursuivre sa formation de pilote et obtenir un diplôme à l'Air Force Academy. Il est l'un des 43 pilotes cadets dans le programme d'un an de formation à l'ancienne base de la Reese Air Force, ce qui exige la capacité de pilotage d'un Cessna T-37 Tweet et d'un Northrop T-38 Talon. À la suite de la révolution iranienne, il quitte la base en mars 1979, environ quatre mois plus tôt que prévu.
Après la révolution islamique et l’éclatement de la guerre Iran-Irak en 1980, Pahlavi aurait proposé ses services au gouvernement iranien en tant que pilote de chasse pour combattre l'invasion irakienne. Son offre fut déclinée.[source insuffisante]
La même année, il rejoint ses parents en exil au Maroc avant de partir avec eux pour les Bahamas et le Mexique.
Reza Pahlavi commence ses études au Williams College en septembre 1979, mais abandonne en 1980. Il s'inscrit ensuite à l'université américaine du Caire en tant qu'étudiant en sciences politiques, mais sa présence est irrégulière. Il obtient finalement un BSc par correspondance de l'université de Californie du Sud en 1985, dans la même matière.

### Activité professionnelle
En 1989, le Washington Post indique que Reza Pahlavi est sans emploi. Interrogé au sujet de ses revenus, il a répondu qu'il est depuis sept ans aidé financièrement par des amis et sa famille. Pendant de nombreuses années, il déclare être partisan d'un retour de la monarchie en Iran et prône l’instauration d’un régime démocratique et laïc respectant l’intégrité territoriale du pays[source insuffisante]. Dans ce projet de restauration, la dynastie Pahlavi bénéficie du soutien de plusieurs médias persanophones basés à l’étranger.
En 2017, il explique à Associated Press que depuis 1979, il n'a pas d'autre occupation que ses activités politiques, ajoutant que son argent vient de sa famille et de « nombreux Iraniens qui soutiennent sa cause ».

### Mariage et descendance
Le prince Reza est marié depuis 1986 à  (en) (née en 1968), une ancienne avocate iranienne exilée en Californie avec sa famille pendant la révolution. De leur union sont nées trois filles (altesses impériales) :
1. la princesse Noor Pahlavi (3 avril 1992) ;
2. la princesse Iman Pahlavi (12 septembre 1993), elle épouse Bradley Sherman en mai 2025 ;
3. la princesse Farah Pahlavi (17 janvier 2004).

Les femmes n'étant pas successibles au trône d'Iran, le frère de Reza Pahlavi, Ali-Reza, est l'héritier présomptif jusqu'à son décès, le 4 janvier 2011. Le nouvel héritier présomptif pourrait être le cousin de Reza, Ali Patrick Pahlavi (né en 1947), fils d'Ali-Reza (1922-1954) et neveu du dernier chah, mais il existe une controverse au sujet de ses droits à la succession.
La famille Pahlavi, qui vit aujourd'hui en exil, est actuellement installée dans le Maryland aux États-Unis. Proche des milieux néoconservateurs américains, Reza Pahlavi propose l'alternative d'une monarchie constitutionnelle au gouvernement de la république islamique d'Iran et tente régulièrement de rassembler les Iraniens en exil autour d'un projet de séparation de la religion et de l'État et de la tenue d'élections libres[réf. nécessaire].
Il appelle régulièrement, par l'intermédiaire des médias et des réseaux sociaux, à des actes non violents de désobéissance civile, notamment au lendemain de la réélection de Mahmoud Ahmadinejad à la présidence de la République le 13 juin 2009[réf. nécessaire].

## Revendication du trône
Après trois mois de silence, à la suite de la mort de Mohammad Reza en 1980, il se proclame officiellement roi « par la volonté de Dieu ». Au palais de Koubbeh, au Caire, le jeune prince prête serment le 31 octobre 1980 le jour de son 20e anniversaire conformément à la Constitution de 1906 (qui n'est plus en vigueur depuis 1979). Seuls une équipe de télévision et un photographe sont autorisés à couvrir l'événement. Devant une caméra de TF1, il enregistre sa déclaration mais celle-ci est peu diffusée, le satellite de transmission étant tombé en panne. Aussi, l'événement est-il peu relayé dans le monde. Avec sa mère et son équipe, ils doivent envoyer des télex en Iran et en divers pays pour faire connaître la cérémonie.
Il reste cependant prince héritier selon l'ancienne constitution, car, pour devenir chah, il devrait d'abord prêter serment devant le Parlement iranien. Dans le livre d'entretien avec Christian Malar et Alain Rodier, publié en 1986, il renouvelle son souhait d'instaurer à nouveau une monarchie en Iran. Il défend alors le projet de monarchie parlementaire, au sein de laquelle un Premier ministre serait détenteur du pouvoir exécutif, tandis que « cinq oulémas statuent sur la conformité des lois par rapport à l'Islam ».
En 2009, il déclare à Michel Taubmann : « je suis le fils du shah, l'héritier de la couronne. C'est un capital politique dont je dispose. Mais je ne l'utilise pas seulement en faveur de l'institution monarchique. Mon objectif, c'est la démocratie ».
Les 27 et 28 avril 2013, il participe, en tant que membre fondateur, au Conseil national iranien. À cette occasion, il donne un entretien au journal Le Monde dans lequel il analyse la situation politique et sociale du pays : « ce n'est pas dans la rue ou par les armes que nous gagnerons ». Il appelle à un soutien économique des pays étrangers pour appuyer des mouvements de grèves en Iran.
Si à plusieurs occasions,, citant comme modèle le roi Juan Carlos Ier d'Espagne, Reza Pahlavi a exprimé son souhait d'un retour de la monarchie en Iran et de la dynastie Pahlavi,, il entretient la plupart du temps une ambiguïté sur ses desseins, indiquant se tenir prêt à servir son pays, sans expliquer ce qu'il entend par là.
La dynastie Pahlavi bénéficie du soutien de chaînes persanophones, comme Manoto et Iran International, financée par un homme d’affaires saoudien proche de la famille royale à Riyad. Concernant les financements de Monoto, « la chaîne maintient le secret […]. Les Iraniens soupçonnent les États-Unis, l’Arabie saoudite et Israël, rivaux de Téhéran ». Le journal Le Monde qui avait contacté la chaîne en 2019 indiquait que celle-ci avait refusé de répondre à ses questions,.
En février 2011, à la suite de violences à Téhéran pendant les manifestations iraniennes de 2011, Pahlavi déclare que la jeunesse iranienne est résolue à renverser le régime islamique. Il affirme au Daily Telegraph : « Un changement fondamental et nécessaire est attendu depuis trop longtemps dans notre région, et une génération entière de jeunes Égyptiens et Iraniens ne se contentera pas de refus. La démocratisation est désormais une nécessité impérieuse qui ne peut être ignorée. Ce n’est plus qu’une question de temps avant que la région tout entière ne se transforme. »
En juin 2018, il déclare : « Je pense que l’Iran doit devenir une démocratie parlementaire et laïque. La forme finale doit être déterminée par le peuple. » En décembre 2018, au cours d’une intervention à l’Institut de Washington pour la politique du Proche-Orient, il appelle à un soutien non militaire des forces intérieures œuvrant pour remplacer le régime islamique par une démocratie laïque. Selon un rapport[Lequel ?], il ne prônait pas ouvertement la restauration de la monarchie, se présentant davantage comme un symbole que comme un homme politique, tout en affirmant être « prêt à servir [son] pays ».
En janvier 2023, une pétition en ligne est lancée pour faire de Reza Pahlavi le représentant du mouvement de protestation auprès d'instances internationales. Ses soutiens ne sont pas nécessairement des partisans de la monarchie, mais en faveur d'une vision pragmatique qui considère que le mouvement a besoin d'un leader pour s'organiser. En Iran, les médias de la République islamique raillent cette campagne de soutien numérique tandis que des opposants au régime déplorent que la démarche de Reza Pahlavi fragilise la révolution contre la théocratie. En effet, ils contestent la légitimité de celui qui revendique l'héritage d'une dynastie ayant un lourd bilan concernant le non-respect des droits humains.
En mars 2023, lors d’une tournée au Royaume-Uni, il donne un discours devant l’Oxford Union où il affirme que « la laïcité est une condition préalable à la démocratie » et dénonce l’échec des régimes islamiques à garantir la liberté religieuse. Il réclame le rétablissement de l’accès à Internet pour faciliter la coordination entre les mouvements dissidents, tout en plaidant pour des méthodes non violentes. Une manifestation de soutien rassemble plusieurs centaines de personnes devant le bâtiment,.
Le 17 avril 2023, Reza Pahlavi et son épouse Yasmine effectuent une visite en Israël pour « reconstruire les relations historiques entre l’Iran et Israël ». Il se recueille au Mur occidental et à Yad Vashem à l’occasion de Yom HaShoah et rencontre le président Isaac Herzog ainsi que le Premier ministre Benyamin Netanyahou,,.
Interviewé en 2024 par le podcasteur Patrick Bet-David (en), il a néanmoins affirmé que sa vie sociale et ses engagements personnels à Los Angeles l'empêcheraient d'être un roi à plein temps en Iran, si jamais il venait à reconquérir le trône.

### En Iran
Lors des manifestations de 2017 et 2018 en Iran, certaines vidéos diffusées sur les réseaux sociaux montrent des manifestants scandant des slogans en faveur du grand-père de Reza Pahlavi et appelant à son retour,. Les slogans royalistes suscitent parfois une opposition immédiate d'autres manifestants. L'université de Navarre, issue de l'Opus Dei, publie en 2023 un article affirmant qu’un soutien à Reza Pahlavi existe bel et bien en Iran, avec l'utilisation de slogans tels que : « Pahlavi est notre choix, le leader de notre révolution » ou « Pahlavi, tu es notre représentant ».
En 2018, un sondage plaçait un parti monarchiste iranien à 20 % des intentions de vote. Selon l'historien Jonathan Piron, le soutien au rétablissement de la monarchie demeure « statistiquement stable ces dernières années » tout en restant un « phénomène largement minoritaire » au sein de la population iranienne. En 2023, près de 70 % des Iraniens se disaient favorables à démocratie laïque.
En février 2023, un sondage en ligne mené par the Empirical Research and Forecasting Institute, un think tank américain, indique que près de 80 % des répondants préféreraient Reza Pahlavi aux dirigeants actuels de la République islamique et plus de 60 % souhaiteraient la restauration de la monarchie en Iran.[pertinence contestée]
Dans le cadre du mouvement de protestation ayant pour slogan « Zan, Zendegi, Azadi » (« Femmes, vie, liberté »), engagé à la suite de la mort de Mahsa Jina Amini, les étudiants, les travailleurs et les habitants des provinces périphériques (kurdes, baloutches) qui constituent l'essentiel des manifestants, scandent parmi les slogans « À bas le dictateur, ni chah, ni mollahs »,,.
Jonathan Piron, historien et chercheur au GRIP à Bruxelles, note que Reza Pahlavi est « détesté en Iran », moqué notamment à cause de son accent anglais lorsqu'il s'exprime en persan, mais aussi pour son style de vie à l’américaine et son image de marionnette de l’étranger.

### Parmi les expatriés iraniens
En 2006, Connie Bruck (en) écrivait dans The New Yorker que Los Angeles comptait environ 600 000 expatriés iraniens, et constituait un bastion monarchiste.
Un sondage de 2013 mené auprès des Irano-Américains par le Centre de recherche en sciences sociales de l’Université George Mason a montré que 85 % des sondés ne soutenaient aucun groupe ou figure de l’opposition iranienne. Parmi les 15 % exprimant un soutien, 20 % soutenaient Reza Pahlavi.
En 2023, Pahlavi est désigné par plusieurs factions de l’opposition iranienne comme leader de l’opposition ainsi que chef du futur gouvernement de transition, « jusqu’à la formation de la première assemblée nationale et à l’instauration d’un gouvernement démocratique par des élections libres » et d'autres opposants à la République Islamique rejettent ce rôle de représentant voulu par Reza Pahlavi.

## Positions politiques
En 1986, il défend le tournant autoritaire du règne de son père en déclarant : « Il y a vingt ans, il était difficile pour mon père, en dépit de sa volonté d'être un monarque constitutionnel, de ne pas faire d'autoritarisme » et ajoute « il aurait fallu que cette société iranienne, dans sa masse illettrée et peu évoluée, eût compris les principes de la démocratie pour les utiliser ».
La même année, Reza Pahlavi déclare au sujet de la presse occidentale : « Celle-ci, dit-il, s’attendrissaient sur les innocents torturés par la Savak, ainsi que sur les pauvres prisonniers politiques ! Ce sont les mêmes qui sont devenus les chefs sanguinaires de ces comités constitués par d’anciens criminels, des terroristes et beaucoup de ceux qui ont participé à la prise d’otages de l’ambassade américaine de Téhéran ! ». Il niait ainsi, dans cet amalgame, l’existence de différents groupes politiques qui ont été à la fois opposés au Chah d’Iran mais aussi à la République Islamique. Reza Pahlavi s’inscrivait, sept ans après la Révolution et la mort du dernier Chah, dans l’héritage de son père qui considérait une grande part de ses opposants politiques comme de potentiels terroristes.
Pahlavi a déclaré ne pas avoir l’intention de jouer un rôle politique à long terme en Iran après une future période de transition post-république islamique, affirmant que la forme du futur régime — monarchie constitutionnelle ou république — doit être déterminée par le peuple iranien par référendum. Pahlavi a déclaré qu’après la révolution islamique de 1979, il a conclu à la nécessité de la séparation entre la religion et l’État comme «principe primordial» et condition préalable à un ordre démocratique. Dans une interview accordée à la BBC, il a affirmé personnellement préférer que l’Iran devienne une république, qu’il considère comme un système plus méritocratique. Reza Pahlavi a appelé à la création d’organes de surveillance et au renforcement de la société civile afin d’éviter toute concentration du pouvoir,. Il a été qualifié[Par qui ?] de « figure emblématique du mouvement pour la démocratie » en Iran. Toujours selon ABC News, Pahlavi a expliqué que « le rôle que je propose dans ce processus de transition est d’aider à maintenir une transition fluide — et de maximiser la participation des forces démocratiques dans ce processus ». Reza Pahlavi et l’opposition iranienne appellent les démocraties occidentales à soutenir leurs efforts pour renverser le régime islamique et instaurer une démocratie laïque en Iran. Il affirme que lui-même et l’opposition représentent le mouvement démocratique iranien, dont de nombreux militants sont emprisonnés, torturés, voire exécutés par le régime en place. Il entretient également des contacts avec des dissidents à l’intérieur du pays. Selon la journaliste et militante iranienne Homa Sarshar (en), Pahlavi «est resté cohérent dans ses messages». Elle estime qu’il devrait faire partie d’une coalition. La Foundation for Defense of Democracies (en) a déclaré qu’un représentant unique pourrait contribuer à amplifier la voix du peuple iranien sur la scène internationale.
Lors de l'élection présidentielle iranienne de 2009, il prend publiquement position pour condamner la répression.
En décembre 2011, il lance un appel au Conseil de sécurité des Nations unies pour qu'il défère Ali Khamenei, guide suprême de la République islamique, devant la justice internationale, afin d'être jugé pour crimes contre l'humanité,.
Il est proche du courant néoconservateur et est également pro-israélien et soutenu par Israël.
En février 2025, il participe à la Conservative Political Action Conference à Washington auprès de personnalités issues de l'extrême droite mondial comme le président argentin Javier Milei, l'activiste conservateur Steve Banon, l'homme d'affaire Elon Musk ou encore le président des Etats-Unis Donald Trump, dont il est un fervent admirateur.
Proche de Benjamin Netanyahou, il est décrit par Blast comme le « chouchou » du gouvernement israélien. En juin 2025, il soutient les bombardements israéliens sur l'Iran qui ont fait 935 morts selon les autorités iraniennes (1 190 selon l'ONG Human Rights Activists) et 4 700 blessés dans son pays d'origine et a affirmé : « je ne pense pas que l’intention du gouvernement israélien est d’attaquer les civils iraniens » et que le peuple Iranien était favorable à cette « intervention militaire ». Selon lui, « la seule guerre qui existe, c’est celle que mène le régime [iranien] contre sa population ». Ce positionnement pro-israélien ne fait pas consensus parmi les partisans de la monarchie.

## Traitement médiatique en France
Son traitement médiatique globalement favorable par les médias conservateurs et favorables à Israël fait dire à l'historien Jonathan Piron que « les Pahlavi ont leurs entrées via les lobbys de droite ».

## Distinctions et décorations

### Décorations iraniennes
- Grand collier de l'ordre des Pahlavi (26 septembre 1967).
- Médaille du Couronnement de Mohammad Reza Shah Pahlavi (26 octobre 1967).
- Médaille du 2500e anniversaire de la fondation de l'Empire perse (14 octobre 1971).
- Médaille commémorative des fêtes de Persépolis (15 octobre 1971).

### Décorations étrangères
- Grande étoile de l'ordre du Mérite, Autriche (1976).
- Collier de l'ordre d'Isabelle la Catholique, Espagne (19 avril 1975).
- Grand-croix de la Légion d'honneur, France (14 décembre 1976)[63].
- Chevalier grand-croix au grand cordon de l'ordre du Mérite, Italie (15 décembre 1974).
- Chevalier avec collier de l'ordre de la Maison royale du Rwanda[64].
- Chevalier de l'ordre des Séraphins, Suède (24 novembre 1970).

### Titulature
- 31 octobre 1960 - 27 juillet 1980 : Son Altesse Impériale le prince héritier (naissance) ;
- depuis le 27 juillet 1980 : Sa Majesté l'empereur / le roi (de jure).

## Publications
- Pour l'Iran. Entretiens avec Ahmad Ahrar, éditions Flammarion, 2004  (ISBN 2-0806-8220-2)
- Iran, l'heure du choix. Entretiens avec Michel Taubmann, éditions Denoël, 2009  (ISBN 978-2-2072-6103-3)